# Illescas (Uruguai)
Illescas és una petita localitat de l'Uruguai, ubicada a l'est del departament de Florida, limítrof amb Lavalleja. Té una població aproximada de 412 habitants, segons les dades del cens del 2004.
Es troba a 225 metres sobre el nivell del mar.